# Clavibacter michiganensis
Clavibacter michiganensis és un bacteri actinomicet aeròbic no esporulat gram-positiu que presenta diverses subespècies patògenes de les plantes que actualment constitueix l'única espècie dins del gènere Clavibacter. Les altres espècies ex Clavibacter han estat reclassificats als gèneres Leifsonia, Rathayibacter i Curtobacterium. Clavibacter michiganensis actualment compta amb cinc subespècies, totes estan disponibles al National Collection of Plant Pathogenic Bacteria (NCPPB) per als investigadors legítims: Clavibacter michiganensis subsp. insidiosus, Clavibacter michiganensis subsp. michiganensis, Clavibacter michiganensis subsp. nebraskensis, Clavibacter michiganensis subsp. sepedonicus i Clavibacter michiganensis subsp. tesselarius. Clavibacter michiganesis subsp. michiganensis and Clavibacter michiganesis subsp. sepedonicus són els principals causants de malalties que causen grans pèrdues econòmiques a tot el món en tomaqueres i patateres.

## Biologia
Clavibacter és un gènere poc usual de bacteris fitopatògens, ja que es tracta de bacteris gram-positius i no té un sistema de secreció tipus 3. Totes les espècies i subespècies de Clavibacter un tipus de paret cel·lular B2γ reticulada en un residu diaminobutirat. Clavibacter és un bacteri aeròbi amb una morfologia corineforme. No hi ha miceli i no és esporulat.
Clavibacter michiganensis infecta l'hoste primari per tres vies: ferides, hidatodes o per contaminació de la llavor. Si la població de bacteri assoleix un determinat quòrum es produeix la infecció sistemica vascular. Durant els primers estadis, Clavibacter michiganensis resideix com un patogen biotròfic en els vasos del xilema.

## Clavibacter michiganensis subsp. sepedonicus
La subespècie C. michiganensis subsp. sepedonicus és responsable de la necrosi bacteriana de la patata o podridura anular, que afecta els tubercles i les plantes de la patata i en produeix la seva podridura un cop recol·lectats i emmagatzemats.
Tanmateix també pot infectar altres membres de la família de les solanàcies i de la remolatxa sucrera on no causa cap malaltia.
En les patateres, els símptomes de la infecció, d'aparició tardana, poden confondre's amb altres infeccions (Phytophthora infestans, Verticillium albo-atrum o Thanatephorus cucumeris) o inclús a efectes de la sequera. Aquesta subespècie infecta exclusivament les patateres i no s'ha pogut demostrar la seva pervivència en el sòl, tanmateix els equipaments agrícoles i els envasos que han contingut patates infectades l'organisme pot perviure, inclús quan aquests elements han estat sotmesos a temperatures properes a la congelació. El seu òptim de proliferació està al voltant dels 21 °C. Aquest bacteri es dispersa fonamentalment per llavors infectades, per fòmits com els ganivets que es fan servir per tallar tubercles per a la sembra. La seva dispersió en el camp de planta a planta és baixa, però hi ha proves experimentals que el bacteri pot ser transportat per insectes com Leptinotarsa decemlineata, llagostes i àfids. No hi ha tractaments efectius pel que el control d'aquesta infecció es basa en el control estricte per a fer servir llavors o tubercles que no estiguin infectades.
Degut a la dificultat de detectar els símptomes i a l'aparició tardana s'han desenvolupat estratègies de detecció del microorganisme usant tècniques de biologia molecular (FISH, PCR, IF) i cultiu microbià (aïllament en medis de cultiu selectiu i proves bioquímiques). A Europa s'ha detectat sobretot en països del nord (Alemanya, països nòrdics) i de l'est (p. ex.: Polònia, Ucraïna, Rússia), a França es considera erradicada, i a Espanya no hi ha proves de la seva detecció. La Unió Europea establí la directiva europea 80/665/CEE (any 1980) per al seu control modificada posteriorment (2006)
on s'estableixen els protocols de detecció i identificació tant en tubercles com en les plantes, basats sempre en confirmacions de laboratori; els procediments de control en cas de determinar-se aparicions del microorganisme en cultius o patates en qualsevol de les seves fases de comercialització; així com els mètodes d'eliminació del material infectat o la desinfecció de les instal·lacions afectades. Aquesta directiva fou transposada a l'ordenament jurídic d'Espanya mitjançant una ordre del ministeri competent.